# Духонь, Фердинанд
Фердинанд Духонь (чеш. Ferdinand Duchoň; род. 15 мая 1938, Брно) — чехословацкий велогонщик, выступавший на треке. Участник летних Олимпийских игр 1960 года.

## Биография
Фердинанд Духонь родился 15 мая (по другим данным, 15 февраля) 1938 года в чехословацком городе Брно (сейчас в Чехии).
Выступал в соревнованиях по велоспорту на треке за «Дуклу» из Пардубице и «Фаворит» из Брно.
Десять раз становился чемпионом Чехословакии по велоспорту на треке: четыре раза в индивидуальной гонке преследования, пять раз в командной гонке преследования, один раз — в гонке за лидером. Восемь раз становился рекордсменом Чехословакии в индивидуальной гонке преследования.
В 1960 году вошёл в состав сборной Чехословакии на летних Олимпийских играх в Риме. В командной гонке преследования сборная Чехословакии, за которую также выступали Славой Черны, Ян Хлистовский и Йосеф Вольф, в квалификации показала 7-й результат — 4 минуты 42,60 секунды. В четвертьфинале чехословаки проиграли сборной Франции (4.48,73 — 4.30,82).
В 1964 году должен был участвовать в летних Олимпийских играх в Токио, однако в последний момент был исключён из состава из-за конфликта с руководством сборной и по политическим мотивам.
Вскоре после победы в чемпионате Чехословакии в гонке за лидером получил после падения на велодроме в Брно перелом основания черепа. В 1969 году, восстановившись после тяжёлой травмы, на фоне давления и несправедливого отношения к нему эмигрировал в Австрию, а оттуда перебрался в Швецию. Работал в Векшё в офисе продаж.
Мастер спорта Чехословакии (1959). После эмиграции был лишён звания.
После «бархатной революции» вернулся в Чехословакию и поселился в Брно. Возглавлял отдел маркетинга Škoda в Простеёве и Слатине, последние два года перед пенсией был менеджером по рекламе в велосипедном клубе «Фаворит» в Брно.